# 橙花叔醇
橙花叔醇（英语：Nerolidol）是一种天然倍半萜醇，化学式：C15H26O。为无色液体。存在于在许多植物与花的精油中。根据主链中心双键顺反异构和羟基所在的手性中心碳原子的旋光异构，存在4种立体异构的橙花叔醇、但一般情况下使用的都是其混合物。橙花叔醇具有木质类似新树皮的气味。橙花叔醇被用作调味剂、香水以及洗涤剂和清洁剂等非化妆品中。
橙花叔醇基衍生物包括焦磷酸橙花叔醇酯和具有香味的乙酸橙花叔醇酯。

## 合成和生物分布
商业合成橙花叔醇采用香叶基丙酮与乙烯基格氏试剂加成得到。橙花叔醇同时也是合成法尼醇、维生素E和维生素K1的原料。
橙花叔醇的重要天然来源是香脂豆油（卡鲁瓦油）和小花黄檀油（学名：Dalbergia parviflora）.。同时也在橙花、姜、茉莉、薰衣草、茶树、大麻和香茅等中存在，特别是夜夫人白拉索兰（学名：Brassavola nodosa），橙花叔醇是其主要的气味物质。